# Cover Me (Depeche Mode)
Cover Me è un singolo del gruppo musicale britannico Depeche Mode, pubblicato il 6 ottobre 2017 come terzo estratto dal quattordicesimo album in studio Spirit.

## Video musicale
Il video, diretto da Anton Corbijn e girato in bianco e nero, è stato reso disponibile il 14 settembre 2017 attraverso il canale YouTube del gruppo.

## Tracce
CD
1. Cover Me (Radio Edit) – 4:01
2. Cover Me (Warpaint Steez Remix) – 6:23
3. Cover Me (Erol Alkan White Light Rework) – 7:21
4. Cover Me (Texas Gentlemen Remix) – 5:22
5. Cover Me (Ellen Allien U.F.O. RMX) – 9:37
6. Cover Me (Ben Pearce Remix) – 5:59
7. Cover Me (Josh T. Pearson Choose Hellth Remix) – 4:48
8. So Much Love (Kalli Remix) – 6:28

12"
- Lato A

1. Cover Me (Ellen Allien U.F.O. RMX) – 9:37
2. Cover Me (I Hate Models Cold Lights Remix) – 9:55

- Lato B

1. Cover Me (Nicole Moudaber Remix) – 11:17
2. So Much Love (Kalli Remix) – 6:28

- Lato C

1. Cover Me (Erol Alkan White Light Rework) – 7:21
2. Cover Me (Texas Gentlemen Remix) – 5:22

- Lato D

1. Cover Me (Warpaint Steez Remix) – 6:23
2. Cover Me (Josh T. Pearson Choose Hellth Remix) – 4:48

Download digitale
1. Cover Me (Radio Edit) – 4:01
2. Cover Me (Warpaint Steez Remix) – 6:23
3. Cover Me (Josh T. Pearson Choose Hellth Remix) – 4:48
4. Cover Me (Ellen Allien U.F.O. RMX) – 9:37
5. Cover Me (Nicole Moudaber Remix) – 11:17
6. Cover Me (Ben Pearce Remix) – 5:59
7. Cover Me (Texas Gentlemen Remix) – 5:22
8. Cover Me (Erol Alkan White Light Rework) – 7:21
9. Cover Me (I Hate Models Cold Lights Remix) – 9:55
10. Cover Me (Dixon Remix) – 7:26
11. So Much Love (Kalli Remix) – 6:28

## Formazione
Hanno partecipato alle registrazioni, secondo le note di copertina di Spirit:
Gruppo
- Andy Fletcher – strumentazione, voce
- Dave Gahan – voce principale
- Martin L. Gore – strumentazione, voce

Altri musicisti
- Matrixxman – programmazione
- Kurt Uenala – programmazione
- James Ford – batteria, pedal steel guitar

Produzione
- James Ford – produzione, missaggio
- Jimmy Robertson – ingegneria del suono, assistenza al missaggio
- Connor Long – assistenza tecnica
- Oscar Munoz – assistenza tecnica
- David Schaeman – assistenza tecnica
- Brendan Morawski – assistenza tecnica, assistenza al missaggio
- Brian Lucey – mastering
- Anton Corbijn – copertina, grafica, direzione artistica, design
- SMEL – design